# بين الحرمين
بين الحرمين هي المنطقة الواقعة بين مرقد الحسين بن علي ومرقد العباس بن علي، وتبلغ المسافة بينهما 378 مترًا. لهذه المنطقة خصوصية عند المسلمين الشيعة كونها المكان الدقيق الذي دارت فيه المعارك في معركة كربلاء.
في الماضي لم تكن المنطقة عبارة عن مساحة فارغة بين الحرمين، بل كانت مقسمة إلى شارع رئيس واحد وعدد من الأزقة، وتضم مباني سكنية وتجارية. وفي عهد البعث، هُدمَت المباني الواقعة بين الحرمين لضرب التشيع مما أفسح المجال لاحقًا للمنطقة المعروفة اليوم باسم بين الحرمين. بعد غزو العراق عام 2003 م، بدأت إدارة المرقدين مشروعًا لتطوير المنطقة بشكل أكبر، وكذلك المرقدين لتشكيل منطقة موحدة كبيرة للمرقدين المقدسين في كربلاء.

## علم أصول الكلمات
بين الحرمين تعني حرفيا "ما بين الحرمين". وقبل تدمير الأبنية الواقعة بين الحرمين الشريفين كانت المنطقة تعرف فقط باسم محلة باب النجف. وكانت تتألف من أزقة وشارع رئيس واحد يُسمى شارع علي الأكبر. دخل المصطلح إلى أدب عاشوراء بعد هدم كل ما كان قائمًا في المنطقة، في أواخر سبعينيات القرن العشرين، مما أدى إلى إنشاء لوحة قماشية مفتوحة بين المرقدين، والمعروفة في مصطلحها العربي باسم بين الحرمين.

## قبل البناء
تشتهر كربلاء بمحلاتها الكثيرة. وكانت منطقة بين الحرمين تعرف بمحلة باب النجف. كان فيها بعض من العقائد (الأزقة) والطاقات (الأقواس التي تغطي الأزقة، وكان يُعرف بالمنزل الذي يمتد منه) وكانت بعض هذه العقائد:
- عقيد الدماد وتاج الدماد
- عقيد السيد عبد الوهاب توما و تاج السيد هاشم توما
- عقيد الجلجاويين
- عقد شير فيدا
- عقيد الشراخ
- عقيد الطباطبائي وتاج الطباطبائي
- عقيد حمزة بهار
- عقيد عابدين

وكانت هناك أسواق متعددة مثل سوق الصياغ وسوق التجار وسوق الصعشية وسوق العباس. وفي عام 1909م قام حامي كربلاء جلال باشا بتوسيع قسم الخياطين في السوق.
كان في كربلاء عدد كبير من الصوفيين (معظمهم من البكتاشية والمولوية) الذين عاشوا فيها، وكانوا يعرفون بالدراويش. وكان هناك درويش شهير اسمه علي يتجول في أسواق كربلاء ينشد الشعر في مدح علي بن أبي طالب. وكان هذا الدرويش يحلم بالحج لمكة، ولعدم استطاعته كان يؤدي مناسك الحج بكربلاء مُحرمًا ليلة عيد الأضحى، فيسعى بين الحرمين، طالبًا الثواب.
وفي عام 1973، تولت وزارة الأوقاف العراقية إدارة العتبات المقدسة، وفي عام 1975 شُكلَ فريق عمل لإعادة بناء وتوسعة المرقدين. وفي عام 1979م شهد المشروع هدم المباني والمعالم التاريخية والمدارس الدينية والمساجد القديمة بالإضافة إلى قبور بعض العلماء بعد تولي البعث. وبدأت هذه المنطقة المفتوحة الجديدة بين الحرمين تُعرف تدريجيًا باسم بين الحرمين.
وفي عام 1987 ذهب صدام حسين إلى كربلاء ليعلن عن خطة جديدة لتوسعة العتبات المقدسة وربطها بساحة مشتركة. في هذا المشروع اُشتريَت المناطق والأحياء المحيطة بالأضرحة. وفي العام نفسه، كشفت الحكومة العراقية عن المشاريع المنجزة، مثل تذهيب قبة ضريح الإمام الحسين، فضلًا عن مشاريع أخرى تتعلق بتطوير الضريح. كما اكتشفوا مناطق جديدة في بين الحرمين شهدت تدمير المزيد من المنازل والمحلات التجارية والآثار، بما في ذلك مسجد من طابقين بني عام 1949 م. أُنشئَت الفنادق على جانبي المنطقة.

### المعالم
وكان في المنطقة الواقعة بين الحرمين عدد من المعالم التاريخية والأثرية الهامة قبل هدمها. وشمل ذلك:
- حرم آل الطباطبائي - كان هذا مزارًا ومقبرة في بداية سوق التجار، وقد دفن فيه أفراد من عائلة آل الطباطبائي العلمية.[15][16] أثناء عملية الهدم عام 1979م تم استخراج جثتي السيد محمد المجاهد الطباطبائي ووالدته آمنة البهبهاني وتركت جثتيهما على الأرض بجانب الأنقاض لمدة ثلاثة أيام. لم يتم نقل الرفات إلى مقبرة المدينة إلا بعد تزايد الضغوط من أفراد الجمهور المضطربين، وقد تعمّد البعث عمل ذلك لإذلال أي صوت شيعي.[12]
- مطعم كربلاء - كان هذا أول وأشهر مطعم في المنطقة. كان في بداية شارع علي الأكبر وكان مملوكًا لمحمد تقي سالار. وكان المطعم يغلق أبوابه في يوم عاشوراء، ويقوم بتوزيع الطعام على الحجاج مجانًا. وكان المطعم يحتوي على قبو، وفيه ضريح صغير، مرتبط بحادثة رجل يزعم أنه رأى شبح علي بن أبي طالب.
- موكب آل نصر الله - كان هذا موكبًا كبيرًا يمتد على طول شارع علي الأكبر، الذي يملكه محمد (حمود) نصر الله، رئيس تجار كربلاء في أواخر العهد العثماني.[17]
- مسجد الصافي - مسجد بناه السيد محمد مهدي الشهرستاني عام 1775. كان المسجد بمثابة ملاذ للحجاج الذين يزورون كربلاء في المناسبات المقدسة.[18]
- مقهى علي هدلة - كانت هذه كافتيريا يملكها علي هدلة. اكتسب هدلة شهرة بعد قيادته لحركة دعت شباب كربلاء للاحتجاج على تجنيد العثمانيين للعراقيين في جيشهم لمحاربة الروس في الحرب الروسية العثمانية، في عام 1876 م.[19] بدأت الاحتجاجات بعد أن حاولت الحكومة العثمانية اعتقال هدلة بتهمة قتل جاسوس عثماني. وفي أعقاب الاحتجاجات، أرسلت الحكومة المركزية في بغداد قوات إلى كربلاء لقمع الانتفاضة، ولكن عند وصولها إلى المدينة، لم تشهد أي اضطرابات مدنية، ولم تتمكن من تحديد مكان المتمردين. وعند عودة القوات إلى بغداد، ألقت القبض على ما يقارب 70 شخصًا، من بينهم هدلة. وقد أُطلق سراحهم جميعًا بعد مرور عام خوفًا من انفجار الاحتجاجات.[20]

## انتفاضة 1991
بعد ثورة 1991 في كربلاء، تحولت معظم المباني المحيطة بالمراقد إلى أنقاض بالكامل. وبعد استعادة المنطقة المحيطة بالضريحين، قام صدام بفتح وتطهير المنطقة المحيطة بالضريحين وما بينهما، لتسهيل السيطرة على المنطقة. وأصبحت المنطقة الموسعة بطول 350 مترًا وعرض 160 مترًا.
في عام 1997، قام مجلس المدينة بوضع طبقة من الأسمنت على الأرضية المتضررة، وزرع أشجار النخيل على طول عمودين في المنطقة.

## بعد عام 2003

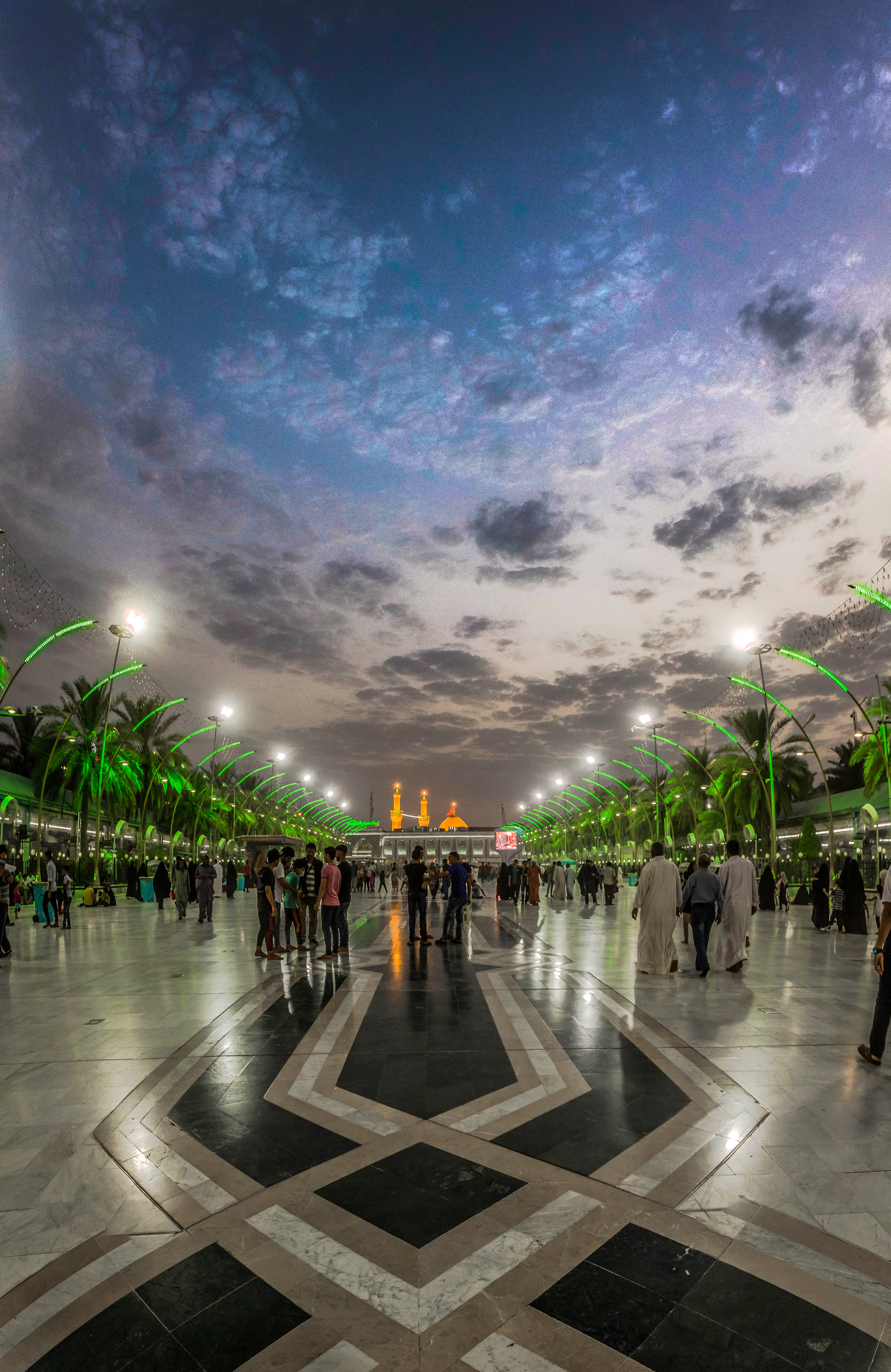
صورة من بين الحرمين باتجاه مرقد الحسين.

بعد الغزو العراقي عام 2003، بدأت الحكومة العراقية الجديدة مشروع توسعة كافة المواقع الدينية في كربلاء. وكان ذلك بهدف تقديم الخدمات للحجاج وتسهيل حركة المرور بين الحرمين.
بحلول عام 2013، رُصفَت منطقة بين الحرمين بالحجارة. وقامت وزارة الإعمار والسكن العراقية بتغطية أرضية المنطقة بالرخام الإيطالي. وشمل المشروع تطوير البنية التحتية والمنشآت الكهربائية ومرافق الوضوء وأنظمة التبريد وكاميرات الدائرة المغلقة والأجهزة السمعية. ويقال إن الحجارة المستخدمة في بناء صحن بين الحرمين مماثلة لتلك التي وضعت في صحن المسجد الحرام.

## طالع أيضًا
- الأربعين
- مرقد الحسين
- مسجد العباس
- قائمة الأماكن المهمة عند الشيعة
- كربلاء